# Stinga
Stinga là một chi bướm ngày thuộc họ Bướm nâu.